# クッキングパパ
『クッキングパパ』（COOKING PAPA）は、うえやまとちによる日本の青年漫画、料理漫画作品、またそれを原作としたテレビアニメおよびテレビドラマ作品。主人公の荒岩一味（かずみ）が料理を作って振る舞うストーリー。
『モーニング』（講談社）で1985年11・12号に読み切りとして掲載され、同年14号から連載を開始した。2015年、その実績に対して、第39回講談社漫画賞・特別賞が贈られた。2014年11月時点で関連書籍の累計発行部数は3600万部を突破している。『モーニング』2025年19号からうえやまの体調不良により休載となっていたが、同年26号より連載が再開されている。

## 概要
福岡市を舞台に、主人公・荒岩一味をはじめ各キャラクターが家庭や職場や学校の人間関係の中で料理の腕を振るう。暖かい絆で結ばれた家族、家庭的な企業における人間の暖かさ、結婚や出産や子供の成長といったほのぼのとした内容や感動的な人情話が中心となり、そこに家庭人としても企業人としても慕われている料理が華を添えるという展開をとっている。うえやまは「事件なんかなくても、おいしいものを食べて少し幸せになって、おしまい。それでいいじゃない」と語っている。ただし明るい話だけではなく、産後うつや不登校といった暗部を描いたエピソードも時折存在する。連載が十年を過ぎた頃は打ち切りも覚悟し、虹子が育児休業で仕事ができないことや我が子の夜泣きに悩んで、家の外から流れてきたピアノの音に救われる話（第54巻収録）は終了前に描いておきたいと思ったエピソードであるという。
また、料理漫画としては珍しく料理勝負を行うエピソードが原則存在しない。
基本的には一話完結型で、一話毎にその話のキーとなる料理の詳細なレシピが絵入りで紹介されている（多くの料理漫画で見られるような「ストーリー中に料理工程を組み込む」形ではなく、レシピ単独でページを割いている）。漫画に載っているレシピのページをまとめた料理本も多数存在する。作中に登場する料理は全て作者のうえやま自身が実際に作って試食し、味を確かめた上で描いている。うえやまの仕事場では、漫画の製作だけでなく、うえやまが作った料理を試食・批評することもアシスタント達の仕事の一部になっている。連載の巻末には、一般人から寄せられたレシピを紹介する「読者ご自慢レシピ」コーナーもあり、こちらもメニューをまとめた本が存在する。
初期は、一味が会社内では料理をすることを隠しておく、妻・虹子が不器用でちゃらんぽらんであるなど、男性が料理・家事をすることの恥ずかしさをイメージする路線だったが、次第に男女各キャラクターとも料理に親しむようになった。長男・まことは一味の影響で、同年代の友人や（一味以外の）家族の中でも特に料理の腕前が高い。一味が会社で料理を好むことがばれることが路線転換になり、料理に親しむことの重要性を意味することが大きくなった。連載開始当初の世相では「男だけど料理が大好きな人なんだよ」と毎回説明しなければ成り立たず、それが面倒だったために「主人公が料理ができることを隠す」設定にしていた。初期エピソードは会社の部下達に料理を振る舞う際に「買ってきた」「うちのやつ（妻の虹子）から」などと説明していた。しかし連載が10年も続いた頃には男性が料理をすることに違和感を持たない時代に変わって来た事と、作中でも周囲の人間に徐々にばれてきたことでストーリー上で隠し通す事が不可能になった為、51巻COOK.504を以って一味が料理をする事が作中で完全に公表され、前述の路線転換が行われた。
30年以上にわたる長期連載作品のため、バブル景気やバブル崩壊に伴う不況、受験戦争、福岡市内の再開発の影響など世相が反映される話も多い。また、携帯電話の普及にしても、会社持ち→携帯電話所有→高校生も所有→スマートフォンといった時代の流れを反映している。初期の巻末のコラム漫画でも伊勢海老やフグを作者が食べるなどバブル時代の影響がある。

### 現実世界との関連
作品の主たる舞台は福岡市の繁華街博多である。なお物語の1コマ目には風景が描かれることが多いが、その風景が本来「博多」とは呼べない地域（那珂川より西に当たる天神や百道など）であっても福岡市内の風景ならば「博多」で統一されている。また、妻・虹子の勤務先が「ニチフク新聞」となっていたり（1992年に休刊したフクニチ新聞がモデル）、キャラクターが福岡ソフトバンクホークスの帽子をかぶっているなど一部に福岡ローカルを意味する要素を織り交ぜている。博多以外には、長男・まことがかつて暮らしていた沖縄本島や現在暮らしている大阪市、妹夫婦である根子田一家などが暮らす東京都が舞台になる話もあるほか、各キャラクターが出張や旅行で訪れるという設定で国内外の食材・名物料理を取り上げることも少なくない。
基本的にはフィクションであり、福岡市内の地区名である「香椎（福岡市東区）」「箱崎（同）」「大名（福岡市中央区）」をそれぞれ「花椎」「函崎」「大妙」とするなど地名を意図的に変更しているものもあるが、特定の地域が実名で出ることがある。例えば福岡市の博多や大名、春吉のほか、福岡県外の佐渡、宮古島などは実在の地名が使われている。
また福岡周辺をはじめ、キャラクターの出張先や引越先などとして全国各地に実在する飲食店、商業施設、観光施設、豊かな自然、特有の文化、祭り、行事や、九州を中心として郷土料理が紹介されることもあり、九州をはじめ各地の食についてのガイドにもなっている。料理・食材は高級な物も安い物も紹介される。特に福岡周辺の鉄道・道路、施設、飲食店などは細かく描写されており、このことが福岡に住む人から支持される由縁である。なお実在の飲食店や行事などに関連して、実在の人物が登場することもある（取材先の飲食店の店長や福岡ソフトバンクホークス監督の工藤公康など）。

## 登場人物
なお、登場人物のうち荒岩一味、広田けいこ、森山みつぐ、政さんは前作『大字・字・ばさら駐在所』からのスターシステムによる登場である。

## 書誌情報

### 本編
- クッキングパパ（モーニングKC）

#### 傑作選

##### 文庫判
- 特選クッキングパパ（講談社漫画文庫）全12巻

1. アウトドア料理 1997年7月10日発売[184]、ISBN 4-06-260343-8
2. 男の料理 1997年7月10日発売[185]、ISBN 4-06-260344-6
3. 丼料理 1997年9月11日発売[186]、ISBN 4-06-260352-7
4. メン料理 1997年9月11日発売[187]、ISBN 4-06-260353-5
5. 定番料理 1997年10月8日発売[188]、ISBN 4-06-260358-6
6. おふくろさん料理 1997年10月8日発売[189]、ISBN 4-06-260359-4
7. 鍋料理 1997年11月11日発売[190]、ISBN 4-06-260374-8
8. 荒岩流惣菜料理 1997年11月11日発売[191]、ISBN 4-06-260375-6
9. 四季のパーティー料理 1997年12月11日発売[192]、ISBN 4-06-260376-4
10. スタミナ料理 1997年12月11日発売[193]、ISBN 4-06-260377-2
11. 旬の魚料理 1998年1月9日発売[194]、ISBN 4-06-260378-0
12. 本格派エスニック料理 1998年1月9日発売[195]、ISBN 4-06-260379-9

- 荒岩流クッキングパパ（講談社漫画文庫）全10巻

1. 元気が出る料理 1999年9月9日発売[196]、ISBN 4-06-260636-4
2. ごちそうご飯 1999年9月9日発売[197]、ISBN 4-06-260637-2
3. お酒がおいしーい料理 1999年10月8日発売[198]、ISBN 4-06-260652-6
4. たっぷり野菜料理 1999年10月8日発売[199]、ISBN 4-06-260653-4
5. 極貧・スピードお助け料理 1999年11月11日発売[200]、ISBN 4-06-260665-8
6. アジア満腹料理 1999年11月11日発売[201]、ISBN 4-06-260666-6
7. 豪華肉・魚料理 1999年12月9日発売[202]、ISBN 4-06-260680-1
8. パーティーデザート 1999年12月9日発売[203]、ISBN 4-06-260681-X
9. 日本のポッカポカ料理 2000年1月11日発売[204]、ISBN 4-06-260694-1
10. 懐かしのアイドルお菓子 2000年1月11日発売[205]、ISBN 4-06-260695-X
  - 極貧・スピードお助け料理編（講談社プラチナコミックスmini）2007年5月1日発売、ISBN 978-4-06-373208-5

##### KCデラックスほか
- クッキングパパセレクション（KCデラックス）
  - 2008年11月27日発売[206]、ISBN 978-4-06-375628-9
- クッキングパパ ダイジェスト（KCデラックス）
  - 2015年4月23日発売、ISBN 978-4-06-377199-2
- クッキングパパ 大人気メニューシリーズ（KCデラックス）
  - カレー編 2015年5月22日発売、ISBN 978-4-06-377218-0
  - 肉編 2015年7月23日発売、ISBN 978-4-06-377291-3
  - 丼編 2015年9月23日発売、ISBN 978-4-06-377320-0
- クッキングパパ 読者セレクション（KCデラックス）
  - 2015年10月23日発売[207]、ISBN 978-4-06-377341-5
- クッキングパパ ～サンドウィッチマンセレクション～（モーニングコミックス）
  - 2021年1月22日発売、電子書籍限定発売

### レシピ本
- クッキングパパのレシピ366日（講談社プラスアルファ文庫）1996年12月16日、ISBN 4-06-256174-3
  - クッキングパパのレシピ366日 新装版（講談社プラスアルファ文庫）2015年6月23日、ISBN 978-4-06-281598-7
- クッキングパパの週末のレシピ201（講談社プラスアルファ文庫）1997年10月20日、ISBN 4-06-256223-5
- クッキングパパの読者ご自慢レシピ（講談社プラスアルファ文庫）1998年2月20日、ISBN 4-06-256248-0
- クッキングパパの満ぷく献立（講談社プラスアルファ文庫）2000年12月18日、ISBN 4-06-256482-3
- クッキングパパの超カンタン超うまいレシピ230（講談社プラスアルファ文庫）2004年3月20日、ISBN 4-06-256828-4
- クッキングパパの優雅なひとり暮らしレシピ1年分（講談社）2005年1月20日、ISBN 4-06-364617-3
- クッキングパパの絶品ひとり暮らしレシピ（講談社プラスアルファ文庫）2006年4月22日、ISBN 4-06-281020-4
- クッキングパパの特選レシピ（KCデラックス）
  - 1 旬の食材編 2006年12月22日、ISBN 4-06-372233-3
  - 2 激安簡単編 2007年1月19日、ISBN 978-4-06-372244-4
  - 3 創意工夫編 2007年2月23日、ISBN 978-4-06-372256-7
  - 激安簡単編（講談社プラチナコミックス）2010年10月13日、ISBN 978-4-06-374706-5
- クッキングパパの幸せレシピ（講談社プラスアルファ文庫）2007年6月22日、ISBN 978-4-06-281116-3
- クッキングパパの男のスタンダード・レシピ（講談社プラスアルファ文庫）2015年6月23日、ISBN 978-4-06-281599-4
- 「クッキングパパ」人気レシピ クックパッドが荒岩流レシピを再現！（講談社のお料理BOOK）2015年11月20日、ISBN 978-4-06-299657-0

### その他
- クッキングパパの読者クッキング（ワイドKC）

1. 1993年6月18日発売[208]、ISBN 4-06-176683-X
2. 1997年6月20日発売[209]、ISBN 4-06-337332-0

- 東海林さだお選「クッキングパパ」のこれが食べたい！（講談社文庫）2015年8月12日、ISBN 978-4-06-293179-3
- クッキングパパの福岡・博多美味本magazine（講談社ムック）2015年11月24日、ISBN 978-4-06-389916-0
福岡のタウン情報誌『シティ情報ふくおか』編集による、作中に登場した実在の店を中心とした福岡のグルメガイド本。
- クッキングパパ 荒岩家の謎（澁谷 玲子(著)）2016年7月6日、ISBN 978-4-06-220116-2
作品の設定を第三者が非公式に考察した、いわゆる「謎本」。

## アニメ
テレビアニメは1992年4月9日 - 1995年5月25日に、朝日放送（ABC）制作・テレビ朝日系列で毎週木曜19時 - 19時30分に放送された。全151話（放送回数は147回）。初期はタイトル読み上げがなかった。途中からまことがタイトル読み上げを担当した。ナレーションは、まこと役の高山みなみがまことの立場で担当している。放送の途中から次回予告にて「美味しいホームアニメ・クッキングパパ」というキャッチコピーを取っている通り、家族の絆や人間関係の温かさをさらに深く描く内容となっている。それに伴い、まこと視点となる子供主体のシーンが多い、無邪気な幼児としてのみゆきに重点的に焦点を当てる、アニメチックなコミカル演出を盛り込む、原作の過激な台詞や描写を緩和したものに差し替えるなどと言ったファミリー層向けの調整が行われている。
エピソードは原作1巻から40巻前後（田中と夢子の結婚、工藤の入社頃）までのものを取り上げている。おおむね原作に沿っているが、放送期間等の関係で原作とは設定や展開の変更が行われるものがあり、エピソードの順番も原作通りではなく前後することが多い。時間の流れも原作とは異なり、番組終盤にあたる時期に原作では中学生になったまことらが最後まで小学生のままだったり、同時期には物心が付き始めるほどに成長していたみゆきが1 - 2歳頃までしか成長しないと言った違いもある。最終話に近づくにつれてまことが小学校卒業〜中学生の時のエピソードも何話か使われたが、いずれも時期に合わせて設定が変更されている。また、原作一話分だけでは30分の放送に足りないためか、食材やゲストキャラクターが共通、料理のレパートリーやストーリー展開が似通っているエピソードを組み合わせたりオリジナルの展開を盛り込む事も多かった（関連性がほぼないエピソードを組み合わせたり、15分ずつの二話構成にすることもあった）。それにより、原作では全く関わりの無かった登場人物同士が絡んだり、それに合わせて設定が変更される場合もある。
番組本編終了後、ストーリーに登場した料理の作り方を一味役の玄田哲章のナレーションとともにVTRの実写映像で紹介する「今晩のうまかもん」というコーナーが放送された。時折視聴者から寄せられた料理を紹介したり、まことが子供にも作りやすい料理を「まことのキッズクッキング」と題して紹介することもあった。本放送終了後、地方局やCSでも頻繁に再放送が行われているが、「今晩のうまかもん」はカットされている。理由については、このコーナーがスポンサーの日本ガス協会の協力で制作されているためであり、その関係上とされている。また、2012年4月10日からはスカパー!の「フーディーズTV」でも再放送が行われた（同局の放送では、上記事項に加えSP版の場合も2回分に分離して放送するため、同じEDが2回流れることがある。また一部話数で次回予告が割愛されることがある）。
映像ソフト化としては、2005年にi-cfとデジソニックによりDVDが発売された。これには映像特典として、「今晩のうまかもん」が収録されており、その他にも予告編や下記のテレビCMも収録された。以前は主題歌などの音楽関係にあるキングレコード発売のVHSもあったが、アニメ本編は収録されていない「クッキングブック」なる、実写の料理ビデオだった。現在は、VHS版・DVD版ともに全巻廃盤となっている。
さらに、2018年には、放送開始25周年を記念して、2Kスキャン、HDリマスターによるTVスペシャルも含めた全話収録のコレクターズDVDが発売された。なお、このコレクターズDVDには実写による料理レシピ映像は収録されていない。
2021年現在、Blu-ray版はリリースされていない。
前番組の『ハーイあっこです』と同じく冠スポンサーには日本ガス協会と大都市圏は各地域毎のガス会社が、それ以外の局は各ネット局の地元にある都市ガス協会が務めていた。その関係で提供クレジットとCMは各ネット局で差し替える措置が取られていた。また、本作品とコラボレーションしたCMも一部の地域で放送された。ガスでも風呂関係のCMは少なく、やはりガスコンロなど調理に関係するCMが多かった。
ドコモ・アニメストアにて152話まで配信されている（次回予告あり・「今晩のうまかもん」カット、1時間特別番組は前後編で分割されているのもある）。

### スタッフ
- 原作：うえやまとち (講談社「モーニング」掲載)
- 制作：村田英憲
- 企画：片岡義朗（ASATSU）
- プロデューサー：小関道幸（ - 第77話）・藤田高一郎（第78話 - ）（ABC）、佐川祐子（ - 第92話）・山崎立士（第35話 - ）・松下洋子（第93話 - ）（ASATSU）、渡邊米彦（エイケン）
- 作画総監督、キャラクターデザイン：敷島博英
- オープニングアニメーション：須田正己（第1話 - 第49話）、タイガープロ（第51話 - ）
- 監督補：小林勝利（第35話 - ）
- 美術監督：金村勝義
- 色彩監督：鬼沢冨士男
- 撮影監督：飯塚進
- 音楽：佐橋俊彦 (過去作からの流用曲含む)
- 録音演出：斯波重治
- 制作担当：一色弘安
- コーディネーター：田島章雄、平松巨規
- 監督：角田利隆
- 効果：佐藤一俊
- 調整：熊倉亨
- 音響制作：東北新社、オムニバスプロモーション
- 編集：掛須秀一、岡田輝満
- 宣伝：株柳真司→梅村陽子（ABC）、鷲巣政安（エイケン）
- 現像：IMAGICA
- アニメーション制作：サンシャインコーポレーション・オブ・ジャパン、トランス・アーツ、タイガープロ
- 協力：スタジオトゥインクル 、スタジオじゃっく、スタジオエル、ジェイ・フィルム、のむら写真美、ロオル企画、エックスワン
- 製作：ABC、ASATSU、エイケン

### 主題歌
- オープニング
『ハッピー2ダンス』[注釈 8]
作詞：森雪之丞／作曲：池毅／編曲：石田勝範／歌：YASU
- 前期エンディング（1話 - 69話）
『パパは何でも知っている』　
作詞：森雪之丞／作曲：池毅／編曲：石田勝範／歌：佐々木真里
- 後期エンディング（70話 - 最終話）
『HANDS』　
作詞：木本慶子／作曲：尾関昌也／編曲：根岸貴幸／歌：花岡幸代

### 放映リスト
| 話数（DVD） | サブタイトル                                          | 脚本     | 絵コンテ        | 演出              | 作画監督            | 放映日         |
| ----------- | ----------------------------------------------------- | -------- | --------------- | ----------------- | ------------------- | -------------- |
| 1（1-1）    | ガハッ!ボクの父ちゃんアゴデカ主任                     | 雪室俊一 | 福富博          | 渡辺健一郎        | 越崎鉄也            | 1992年 4月9日  |
| 2（1-2）    | きくぅ!!うちのばあちゃんスーパーパワー                | 雪室俊一 | 矢沢則夫        | 渡辺健一郎        | 福田新              | 1992年 4月9日  |
| 3（2）      | パンパカパーン!田中兄ちゃん結婚宣言                   | 雪室俊一 | 青木悠三        | 西山明樹彦        | 敷島博英            | 4月16日        |
| 4（3）      | ジャーン!新入社員はお母様といっしょに!                | 雪室俊一 | 落合正宗        | 大庭秀明          | 河合静男            | 4月23日        |
| 5（4）      | ソワソワ授業参観日                                    | 星山博之 | 遠藤克己        | 渡辺健一郎        | 田中誠輝            | 4月30日        |
| 5（4）      | ダハーッ!初ガツオ                                     | 星山博之 | 遠藤克己        | 渡辺健一郎        | 丸山政次            | 4月30日        |
| 6（5）      | いらっしゃい!味知お姉ちゃん                           | 雪室俊一 | 昆進之介        | 西山明樹彦        | 野口啓生            | 5月7日         |
| 7（6）      | キラキラサラサラ田舎大好き!                           | 雪室俊一 | 吉田浩          | 小林孝志          | 越崎鉄也            | 5月14日        |
| 8（7）      | エーッ!みつぐ君が家出した!                            | 星山博之 | 昆進之介        | 佐藤健一          | 田中誠輝            | 5月21日        |
| 9（8）      | パパこっち向いて!ひとりぼっちの純子ちゃん             | 星山博之 | 青木悠三        | 渡辺健一郎        | 平山英嗣            | 5月28日        |
| 10（9）     | ウキウキ遠足!あした天気になぁーれ                     | 雪室俊一 | 矢沢則夫        | 小林孝志          | 野口啓生            | 6月4日         |
| 11（10）    | チャオ!陽気なお客さまはイタリア人!!                   | 雪室俊一 | 大庭秀昭        | 大庭秀昭          | 野口啓生            | 6月11日        |
| 12（11）    | ガンバレ母ちゃん!イシダイ釣りに挑戦だ!                | 雪室俊一 | 江上潔          | 渡辺健一郎        | 河合静男            | 6月18日        |
| 13（12）    | うまかーっ!父ちゃんはヒミツ料理人!!                   | 雪室俊一 | 昆進之介        | 福多潤            | 越崎鉄也            | 6月25日        |
| 14（13）    | 食べても食べても太らない                              | 雪室俊一 | 丘見冗二郎      | 小林孝志          | 田中誠輝            | 7月2日         |
| 15（14）    | ドキドキ1人でクッキング                               | 雪室俊一 | 佐藤健一        | 佐藤健一          | 敷島博英            | 7月9日         |
| 16（15）    | ドーンと花火だ焼き鳥最高                              | 雪室俊一 | 落合正宗        | 落合正宗          | 落合正宗            | 7月16日        |
| 17（16）    | 味知姉ちゃんの新しい恋人                              | 雪室俊一 | 矢沢則夫        | 福多潤            | 野口啓生            | 7月23日        |
| 18（17）    | 夏だ海だ水着のプレゼント                              | 雪室俊一 | 福富博          | 大庭秀昭          | 平山英嗣            | 7月30日        |
| 19（18）    | 感激さなえちゃんと盆踊り                              | 雪室俊一 | 細谷秋夫        | 大町繁            | 田中誠輝            | 8月6日         |
| 20（19）    | アツアツ結婚式へご招待!                               | 雪室俊一 | 丘見冗二郎      | 小林孝志          | 野口啓生            | 8月13日        |
| 21（20）    | ドッキリ父ちゃん危機一髪                              | 雪室俊一 | 青木悠三        | 井硲清高          | 夏目久仁彦          | 8月20日        |
| 22（21）    | お兄ちゃんはつらいね!                                 | 雪室俊一 | 青木悠三        | 新田義方          | 平山英嗣            | 8月27日        |
| 23（22）    | ボクの妹みゆき誕生!                                   | 雪室俊一 | 青木悠三        | 新田義方          | 敷島博英            | 9月10日        |
| 24（23）    | ふたりっきりでお留守番!                               | 雪室俊一 | 丘見冗二郎      | 丘見冗二郎        | 田中誠輝            | 9月17日        |
| 25（24）    | みゆきはゴキゲンななめ?                               | 雪室俊一 | 青木悠三        | 大町繁            | 平山英嗣            | 9月24日        |
| 26（25）    | まことの相撲大会とカツ代ばあちゃん大恋愛              | 雪室俊一 | 吉田浩 青木悠三 | 大町繁            | 平山英嗣 田中誠輝   | 10月8日        |
| 27（26）    | もやしっ子熱血シュート!                               | 雪室俊一 | 新田義方        | 新田義方          | 越崎鉄也            | 10月15日       |
| 28（27）    | みんなでみゆきをお出迎え                              | 雪室俊一 | 栗山美秀        | 栗山美秀          | 高木敏夫            | 10月22日       |
| 29（28）    | おじいちゃんからの贈り物                              | 雪室俊一 | 吉田浩          | 丘見冗二郎        | 野口啓生            | 10月29日       |
| 30（29）    | なぞの料理人デーモン岩!                               | 雪室俊一 | 栗山美秀        | 栗山美秀          | 篠田夢之助          | 11月5日        |
| 31（30）    | みつぐ君のデート大作戦                                | 雪室俊一 | 青木悠三        | 大町繁            | 田中誠輝            | 11月12日       |
| 32（31）    | 味知お姉ちゃんの結婚式                                | 雪室俊一 | 井上修          | 栗山美秀          | 高木敏夫            | 11月19日       |
| 33（32）    | 心ほかほか愛情シュウマイ                              | 雪室俊一 | 白土武          | 伊東政雄          | 大戸幸子            | 11月26日       |
| 34（33）    | 二人のおじいちゃん!?                                  | 雪室俊一 | 青木悠三        | 渡辺健一郎        | 藤田宗克            | 12月3日        |
| 35（34）    | かえってきたデーモン岩!                               | 雪室俊一 | 栗山美秀        | 栗山美秀          | 高木敏夫            | 12月10日       |
| 36（35）    | 大騒ぎ!みゆき会社に行く                               | 雪室俊一 | 野館誠一        | 渡辺健一郎        | 敷島博英            | 12月17日       |
| 37（36）    | みゆきのサンタは押入れから?                           | 雪室俊一 | 井上修          | 大町繁            | 野口啓生            | 12月24日       |
| 38（37）    | 誕生日なんて大キライ!                                 | 雪室俊一 | 吉田浩          | 大町繁            | 藤田宗克            | 12月24日       |
| 39（38）    | ピンチ!さなえの恋人宣言                               | 雪室俊一 | 栗山美秀        | 栗山美秀          | 高木敏夫            | 1993年 1月14日 |
| 40（39）    | おめでとう!みゆき一歳!                                | 雪室俊一 | 白土武          | 伊東政雄          | 大戸幸子            | 1月21日        |
| 41（40）    | 田中兄ちゃんと忠犬ベイ                                | 雪室俊一 | 野館誠一        | 丘見冗二郎        | 田中誠輝            | 1月28日        |
| 42（41）    | 駄菓子屋さんへ全員集合!                               | 雪室俊一 | 栗山美秀        | 栗山美秀          | 高木敏夫            | 2月4日         |
| 43（42）    | みんなのバレンタインデー                              | 雪室俊一 | 野館誠一        | 大町繁            | 敷島博英            | 2月11日        |
| 44（43）    | 父ちゃんがカゼで倒れた日                              | 雪室俊一 | 井上修          | 渡辺健一郎        | 藤田宗克            | 2月18日        |
| 45（44）    | おばあちゃんのひな人形                                | 雪室俊一 | 栗山美秀        | 栗山美秀          | 高木敏夫            | 2月25日        |
| 46（45）    | デーモン岩!北海道へ!                                  | 雪室俊一 | 井上修          | わだへいさく      | 野口啓生            | 3月4日         |
| 47（46）    | ぼくたちの夕食大作戦!                                 | 雪室俊一 | 白土武          | 白土武            | 大戸幸子            | 3月11日        |
| 48（47）    | 菜の花のプレゼント                                    | 雪室俊一 | 栗山美秀        | 栗山美秀          | 高木敏夫            | 3月18日        |
| 49（48）    | 奥さまはごきげんななめ                                | 雪室俊一 | 井上修          | 大町繁            | 敷島博英            | 3月25日        |
| 50（49）    | 春だ!勝負だ!マラソン大会                              | 雪室俊一 | 井上修          | 大町繁            | 野口啓生            | 4月8日         |
| 51（50）    | みゆきとベイの大冒険!                                 | 雪室俊一 | 野館誠一        | 渡辺健一郎        | 藤田宗克            | 4月15日        |
| 52（51）    | 対決!危うしデーモン岩                                 | 雪室俊一 | 栗山美秀        | 栗山美秀          | 高木敏夫            | 4月22日        |
| 53（52）    | めざせ水泳大会で新記録                                | 雪室俊一 | 野館誠一        | わだへいさく      | 敷島博英            | 4月29日        |
| 54（53）    | 大魔人コロッケ大王だぞ                                | 雪室俊一 | 井上修          | 大町繁            | 田中誠輝            | 5月6日         |
| 55（54）    | みつぐ君が転校する!?                                  | 雪室俊一 | 白土武          | 白土武            | 大戸幸子            | 5月13日        |
| 56（55）    | 父ちゃんのお料理教室!                                 | 雪室俊一 | 栗山美秀        | 栗山美秀          | 高木敏夫            | 5月20日        |
| 57（56）    | チームワークで逆転勝利                                | 雪室俊一 | 栗山美秀        | 栗山美秀          | 福岡真              | 6月3日         |
| 58（57）    | はじめての兄妹ゲンカ!                                 | 雪室俊一 | 野館誠一        | 大町繁            | 敷島博英            | 6月10日        |
| 59（58）    | ワクワク夜釣りに行こう                                | 雪室俊一 | 井上修          | 渡辺健一郎        | 野口啓生            | 6月17日        |
| 60（59）    | ゲーム大好き熱中宣言!                                 | 雪室俊一 | 井上修          | 小林孝志          | 田中誠輝            | 6月24日        |
| 61（60）    | みんなで星に願いを!                                   | 雪室俊一 | 野館誠一        | 渡辺健一郎        | 野口啓生            | 7月1日         |
| 62（61）    | さよならのホタル狩り                                  | 雪室俊一 | 白土武          | 白土武            | 大戸幸子            | 7月8日         |
| 63（62）    | みゆきのボーイフレンド                                | 雪室俊一 | 栗山美秀        | 栗山美秀          | 高木敏夫            | 7月15日        |
| 64（63）    | がんこ者がいっぱい!                                   | 雪室俊一 | 栗山美秀        | 栗山美秀          | 高木敏夫            | 7月22日        |
| 65（64）    | 母ちゃんパワー全開!?                                  | 雪室俊一 | 井上修          | 大町繁            | 敷島博英            | 7月29日        |
| 66（65）    | 夏の河原で大パーティー                                | 雪室俊一 | 井上修          | 大町繁            | 野口啓生            | 8月12日        |
| 67（66）    | みんなそろって大掃除!                                 | 雪室俊一 | 野館誠一        | 小林孝志          | 田中誠輝            | 8月19日        |
| 68（67）    | こわくて楽しい台風の夜                                | 雪室俊一 | 野館誠一        | 渡辺健一郎        | 敷島博英            | 8月26日        |
| 69（68）    | エッ田中兄ちゃんが入院                                | 雪室俊一 | 栗山美秀        | 栗山美秀          | 高木敏夫            | 9月2日         |
| 70（69）    | みつぐ君のお料理教室                                  | 雪室俊一 | 白土武          | 白土武            | 大戸幸子            | 9月9日         |
| 71（70）    | 母ちゃんの大ピンチ!?                                  | 雪室俊一 | 栗山美秀        | 栗山美秀          | 高木敏夫            | 9月16日        |
| 72（71）    | お引っ越しは大変!                                     | 雪室俊一 | 井上修          | 小林孝志          | 田中誠輝            | 9月23日        |
| 73（72）    | フレーフレー荒岩一家! 秋の大運動会 めざせ逆転大優勝!! | 雪室俊一 | 井上修          | 大町繁 渡辺健一郎 | 田中誠輝            | 9月30日        |
| 74（73）    | みゆきの金魚とお散歩♥                                 | 雪室俊一 | 栗山美秀        | 栗山美秀          | 高木敏夫            | 10月14日       |
| 75（74）    | 卵の思い出ものがたり                                  | 雪室俊一 | 野館誠一        | 大町繁            | 小船井充            | 10月21日       |
| 76（75）    | 初体験!お見合いの味!                                  | 雪室俊一 | 栗山美秀        | 栗山美秀          | 高木敏夫            | 10月28日       |
| 77（76）    | お騒がせの田中兄弟（プラザーズ）!                     | 雪室俊一 | 白土武          | 白土武            | 大戸幸子            | 11月4日        |
| 78（77）    | 秋の日は夫婦でデート                                  | 雪室俊一 | 野館誠一        | 小林孝志          | 田中誠輝            | 11月11日       |
| 79（78）    | ジャーン!恐怖の冷蔵庫                                 | 雪室俊一 | 栗山美秀        | 栗山美秀          | 高木敏夫            | 11月18日       |
| 80（79）    | ボクのツイてない一日?                                 | 雪室俊一 | 井上修          | 大町繁            | 金子匡邦            | 11月25日       |
| 81（80）    | 初雪ふんわり山の宿                                    | 雪室俊一 | 野館誠一        | 渡辺健一郎        | 田中誠輝            | 12月2日        |
| 82（81）    | 真夜中の誕生パーティー                                | 雪室俊一 | 栗山美秀        | 栗山美秀          | 高木敏夫            | 12月9日        |
| 83（82）    | みつぐ君の勉強引退宣言                                | 雪室俊一 | 井上修          | 小林孝志          | 田中誠輝            | 12月16日       |
| 84（83）    | 大きな夢!おじいちゃんのクリスマスツリー!!             | 雪室俊一 | 白土武          | 白土武            | 大戸幸子            | 12月23日       |
| 85（84）    | おめでとうおバァちゃん                                | 雪室俊一 | 野館誠一        | 大町繁            | 岡迫亘弘            | 1994年 1月6日  |
| 86（85）    | 空ちゃんは人気者!                                     | 雪室俊一 | 栗山美秀        | 栗山美秀          | 高木敏夫            | 1月13日        |
| 87（86）    | スキー場に全員集合!?                                  | 雪室俊一 | 井上修          | 渡辺健一郎        | 田中誠輝            | 1月20日        |
| 88（87）    | 無敵のアイドル登場!?                                  | 雪室俊一 | 栗山美秀        | 栗山美秀          | 高木敏夫            | 1月27日        |
| 89（88）    | あこがれの女（ひと）は柔道初段                        | 雪室俊一 | 白土武          | 白土武            | 大戸幸子            | 2月3日         |
| 90（89）    | 謎の手作り弁当?                                       | 雪室俊一 | 野館誠一        | 大町繁            | 岡迫亘弘            | 2月10日        |
| 91（90）    | 冷たくて熱い贈り物                                    | 雪室俊一 | 栗山美秀        | 栗山美秀          | 高木敏夫            | 2月17日        |
| 92（91）    | 田中兄ちゃんのマリア                                  | 雪室俊一 | 井上修          | 渡辺健一郎        | 田中誠輝            | 2月24日        |
| 93（92）    | 春をはこぶポッポちゃん                                | 雪室俊一 | 白土武          | 白土武            | 金子匡邦            | 3月3日         |
| 94（93）    | パパが作ったパパレード                                | 雪室俊一 | 野館誠一        | 大町繁            | 岡迫亘弘            | 3月10日        |
| 95（94）    | 祝!未来の名コック誕生                                 | 雪室俊一 | 栗山美秀        | 栗山美秀          | 高木敏夫            | 3月17日        |
| 96（95）    | 北国からのがんこ便                                    | 雪室俊一 | 井上修          | 渡辺健一郎        | 田中誠輝            | 3月24日        |
| 97（96）    | 春は突然お引っ越し!                                   | 雪室俊一 | 白土武          | 白土武            | 敷島博英            | 3月31日        |
| 98（97）    | 夫婦ゲンカがやって来た                                | 雪室俊一 | 白土武          | 田中和夫          | 嶋津郁雄 鈴木佐智子 | 3月31日        |
| 99（98）    | 田中兄ちゃんのSOS!                                    | 雪室俊一 | 栗山美秀        | 栗山美秀          | 高木敏夫            | 4月14日        |
| 100（99）   | 父ちゃんの大ピンチ!                                   | 雪室俊一 | 森田浩光        | 森田浩光          | 柳瀬譲二            | 4月21日        |
| 101（100）  | 政さんのひとめぼれ騒動                                | 雪室俊一 | 野館誠一        | 渡辺健一郎        | 田中誠輝            | 5月5日         |
| 102（101）  | コッペパンは青春の味!                                 | 雪室俊一 | 栗山美秀        | 栗山美秀          | 高木敏夫            | 5月12日        |
| 103（102）  | ボクと父ちゃんの星空                                  | 雪室俊一 | 白土武          | 白土武            | 金子匡邦            | 5月19日        |
| 104（103）  | 夢子姉ちゃんのお見合い                                | 雪室俊一 | 若林常夫        | 若林常夫          | 柳瀬譲二            | 5月26日        |
| 105（104）  | 思い出の味を探せ!                                     | 雪室俊一 | 野館誠一        | 渡辺健一郎        | 田中誠輝            | 6月2日         |
| 106（105）  | お爺ちゃんとハンバーグ                                | 雪室俊一 | 栗山美秀        | 栗山美秀          | 高木敏夫            | 6月9日         |
| 107（106）  | 天下無敵のお嬢様主婦?                                 | 雪室俊一 | 白土武          | 白土武            | 鈴木佐智子          | 6月16日        |
| 108（107）  | 空ちゃんタコヤキ子守唄                                | 雪室俊一 | 笠山葉一        | 笠山葉一          | 本木久年            | 6月23日        |
| 109（108）  | 奥様はカネカリギャル?                                 | 雪室俊一 | 野館誠一        | 渡辺健一郎        | 田中誠輝            | 6月30日        |
| 110（109）  | UFOからの贈り物                                       | 雪室俊一 | 栗山美秀        | 栗山美秀          | 高木敏夫            | 7月7日         |
| 111（110）  | えっちゃんはお料理ママ                                | 雪室俊一 | 白土武          | 茂野清高          | 金子匡邦            | 7月14日        |
| 112（111）  | 夢を運ぶオンボロバイク                                | 雪室俊一 | 森田浩光        | 森田浩光          | 柳瀬譲二            | 7月21日        |
| 113（112）  | みゆきと豆の木                                        | 雪室俊一 | 松浦錠平        | 渡辺健一郎        | 田中誠輝            | 7月28日        |
| 114（113）  | とうふ修業はきびしいぞ                                | 雪室俊一 | 牧野滋人        | 茂野清高          | 鈴木佐智子          | 8月4日         |
| 115（114）  | みつぐ君の名コック宣言                                | 雪室俊一 | 志村錠児        | 志村錠児          | 柳瀬譲二            | 8月11日        |
| 116（115）  | ごめんね!父ちゃん!!                                   | 雪室俊一 | 栗山美秀        | 栗山美秀          | 高木敏夫            | 8月18日        |
| 117（116）  | みゆきの空飛ぶイチジク                                | 雪室俊一 | 野館誠一        | 渡辺健一郎        | 田中誠輝            | 8月25日        |
| 118（117）  | 母ちゃんの料理は度胸!                                 | 雪室俊一 | 栗山美秀        | 栗山美秀          | 高木敏夫            | 9月1日         |
| 119（118）  | みつぐは不幸な星の下                                  | 雪室俊一 | 井上修          | 高田淳            | 古池敏也            | 9月8日         |
| 120（119）  | 田中流!カツ丼の食べ方                                 | 雪室俊一 | 森田浩光        | 山田章夫          | 柳瀬譲二            | 9月22日        |
| 121（120）  | ソーセージ大騒動!!                                    | 雪室俊一 | 白土武          | 白土武            | 金子匡邦            | 9月29日        |
| 122（121）  | 激走!124キロ熊本へ                                    | 雪室俊一 | 白土武          | 茂野清高          | 鈴木佐智子          | 9月29日        |
| 123（122）  | ハゼより愛をこめて・・・                              | 雪室俊一 | 野館誠一        | 渡辺健一郎        | 山崎隆生            | 10月13日       |
| 124（123）  | ああ!憧れのマツタケ                                   | 雪室俊一 | 栗山美秀        | 栗山美秀          | 高木敏夫            | 10月20日       |
| 125（124）  | うれし楽し!学園祭                                     | 雪室俊一 | 栗山美秀        | 栗山美秀          | 高木敏夫            | 11月3日        |
| 126（125）  | ヨーイ!どんぶり!!                                     | 雪室俊一 | 森田浩光        | 森田浩光          | 柳瀬譲二            | 11月10日       |
| 127（126）  | 母ちゃんのスマッシュ!                                 | 雪室俊一 | 森田浩光        | 森田浩光          | 柳瀬譲二            | 11月17日       |
| 128（127）  | 初恋はラムネ色・・・                                  | 雪室俊一 | 井上修          | 井上修            | 古池敏也            | 11月24日       |
| 129（128）  | 田中兄ちゃんの婚約!?                                  | 雪室俊一 | 白土武          | 茂野清高          | 鈴木佐智子          | 12月1日        |
| 130（129）  | タコ焼きはいらんかね?                                 | 雪室俊一 | 森田浩光        | 志村錠児          | 柳瀬譲二            | 12月8日        |
| 131（130）  | みつぐ君、屋台に行く!                                 | 雪室俊一 | 野館誠一        | 渡辺健一郎        | 山崎隆生            | 12月15日       |
| 132（131）  | サンタの落としもの?                                   | 雪室俊一 | 森田浩光        | 森田浩光          | 敷島博英            | 12月22日       |
| 132（131）  | 父ちゃんの聖・ずる休み?                               | 雪室俊一 | 栗山美秀        | 栗山美秀          | 高木敏夫            | 12月22日       |
| 132（131）  | 母ちゃんのスイートメモリー                            | 雪室俊一 | 森田浩光        | 森田浩光          | 杉本道明            | 12月22日       |
| 132（131）  | イブの素敵なプレゼント                                | 雪室俊一 | 森田浩光        | 森田浩光          | 山本清              | 12月22日       |
| 133（132）  | 待ちくたびれた年賀状                                  | 雪室俊一 | 野館誠一        | 渡辺健一郎        | 山崎隆生            | 1995年 1月5日  |
| 134（133）  | ヒヤヒヤ!餅もち歓迎会                                 | 雪室俊一 | 栗山美秀        | 栗山美秀          | 高木敏夫            | 1月12日        |
| 135（134）  | カキとカキのお話!?                                    | 雪室俊一 | 栗山美秀        | 栗山美秀          | 高木敏夫            | 1月19日        |
| 136（135）  | 夢子お姉さんの大ピンチ                                | 雪室俊一 | 井上修          | 井上修            | 古池敏也            | 1月26日        |
| 137（136）  | 男涙の田中兄ちゃん                                    | 雪室俊一 | 笠山葉一        | 笠山葉一          | 山本清              | 2月2日         |
| 138（137）  | 謎なぞチョコレート!?                                  | 雪室俊一 | 白土武          | 茂野清高          | 金子匡邦            | 2月9日         |
| 139（138）  | ドラム息子の青春なべ                                  | 雪室俊一 | 井上修          | 井上修            | 古池敏也            | 2月16日        |
| 140（139）  | 決闘!博多の夜はふけて                                 | 雪室俊一 | 栗山美秀        | 栗山美秀          | 高木敏夫            | 2月23日        |
| 141（140）  | 田中兄ちゃんのプロポーズ                              | 雪室俊一 | 森田浩光        | 志村錠児          | 福岡庸志            | 3月2日         |
| 142（141）  | ホワイトデーの天使                                    | 雪室俊一 | 野館誠一        | 井上修            | 山崎隆生            | 3月9日         |
| 143（142）  | その結婚ちょっと待った                                | 雪室俊一 | 栗山美秀        | 栗山美秀          | 高木敏夫            | 3月16日        |
| 144（143）  | おめでとうのドラケーキ                                | 雪室俊一 | 森田浩光        | 森田浩光          | 柳瀬譲二            | 3月23日        |
| 145（144）  | 落第先生がやって来た!                                 | 雪室俊一 | 白土武          | 牧野滋人          | 鈴木佐智子          | 4月13日        |
| 146（145）  | アツアツ!新婚家庭訪問                                 | 雪室俊一 | 栗山美秀        | 栗山美秀          | 高木敏夫            | 4月20日        |
| 147（146）  | 新入社員はキレイ好き!                                 | 雪室俊一 | 森田浩光        | 森田浩光          | 山本清              | 4月27日        |
| 148（147）  | 兄ちゃんのコーンスープ                                | 雪室俊一 | 鈴木吉男        | 鈴木吉男          | 古池敏也            | 5月4日         |
| 148（147）  | 工藤さんのほのぼの名刺                                | 雪室俊一 | 鈴木吉男        | 鈴木吉男          | 古池敏也            | 5月4日         |
| 149（148）  | ドキドキ恋のケーキ授業                                | 雪室俊一 | 笠山葉一        | 笠山葉一          | 柳瀬譲二            | 5月11日        |
| 150（149）  | おばあちゃんカッコいー                                | 雪室俊一 | 栗山美秀        | 栗山美秀          | 高木敏夫            | 5月18日        |
| 150（149）  | 夢子お姉さんの重大発表                                | 雪室俊一 | 栗山美秀        | 栗山美秀          | 高木敏夫            | 5月18日        |
| 151（150）  | おめでとうがいっぱい                                  | 雪室俊一 | 森田浩光        | 森田浩光          | 山本清              | 5月25日        |

### ネット局
| 放送対象地域  | 放送局             | 系列           | ネット形態 | 備考                                            |
| ------------- | ------------------ | -------------- | ---------- | ----------------------------------------------- |
| 近畿広域圏    | 朝日放送           | テレビ朝日系列 | 制作局     |                                                 |
| 関東広域圏    | テレビ朝日         | テレビ朝日系列 | 同時ネット |                                                 |
| 北海道        | 北海道テレビ       | テレビ朝日系列 | 同時ネット |                                                 |
| 青森県        | 青森朝日放送       | テレビ朝日系列 | 同時ネット |                                                 |
| 宮城県        | 東日本放送         | テレビ朝日系列 | 同時ネット |                                                 |
| 秋田県        | 秋田放送           | 日本テレビ系列 | 遅れネット | 1992年9月30日まで                               |
| 秋田県        | 秋田朝日放送       | テレビ朝日系列 | 同時ネット | 1992年10月開局から                              |
| 山形県        | テレビユー山形     | TBS系列        | 遅れネット | 1993年3月まで                                   |
| 山形県        | 山形テレビ         | テレビ朝日系列 | 同時ネット | 1993年4月のテレビ朝日系列へのネットチェンジから |
| 福島県        | 福島放送           | テレビ朝日系列 | 同時ネット |                                                 |
| 新潟県        | 新潟テレビ21       | テレビ朝日系列 | 同時ネット |                                                 |
| 長野県        | 長野朝日放送       | テレビ朝日系列 | 同時ネット |                                                 |
| 静岡県        | 静岡朝日テレビ     | テレビ朝日系列 | 同時ネット | [ 注釈 9 ]                                      |
| 富山県        | チューリップテレビ | TBS系列        | 遅れネット | 1992年5月15日から1995年6月16日まで              |
| 石川県        | 北陸朝日放送       | テレビ朝日系列 | 同時ネット |                                                 |
| 中京広域圏    | 名古屋テレビ       | テレビ朝日系列 | 同時ネット |                                                 |
| 鳥取県 島根県 | 日本海テレビ       | 日本テレビ系列 | 遅れネット |                                                 |
| 広島県        | 広島ホームテレビ   | テレビ朝日系列 | 同時ネット |                                                 |
| 山口県        | 山口朝日放送       | テレビ朝日系列 | 同時ネット | 1993年10月開局から                              |
| 香川県 岡山県 | 瀬戸内海放送       | テレビ朝日系列 | 同時ネット |                                                 |
| 愛媛県        | 愛媛朝日テレビ     | テレビ朝日系列 | 同時ネット | 1995年4月開局から                               |
| 高知県        | テレビ高知         | TBS系列        | 遅れネット |                                                 |
| 福岡県        | 九州朝日放送       | テレビ朝日系列 | 同時ネット |                                                 |
| 長崎県        | 長崎文化放送       | テレビ朝日系列 | 同時ネット |                                                 |
| 熊本県        | 熊本朝日放送       | テレビ朝日系列 | 同時ネット |                                                 |
| 大分県        | 大分朝日放送       | テレビ朝日系列 | 同時ネット | 1993年10月開局から                              |
| 鹿児島県      | 鹿児島放送         | テレビ朝日系列 | 同時ネット |                                                 |

- 台湾：ROCK TV（1997年）、SETTV（2000 - 2002年） 、MUCH TV（2005年5 - 12月）
- 香港：TVB（1996年）
- 韓国：MBC
- アラビア諸国：（stub)

| ABC制作・テレビ朝日系列 木曜19:00 - 19:30枠 | ABC制作・テレビ朝日系列 木曜19:00 - 19:30枠 | ABC制作・テレビ朝日系列 木曜19:00 - 19:30枠 |
| 前番組                                      | 番組名                                      | 次番組                                      |
| ------------------------------------------- | ------------------------------------------- | ------------------------------------------- |
| ハーイあっこです （1989年4月 - 1992年3月）  | クッキングパパ （1992年4月 - 1995年5月）    | H2（アニメ版） （1995年6月 - 1996年3月）    |

## パチンコ
奥村遊機より「CRクッキングパパY」、「CRクッキングパパZ」、「CRAクッキングパパW」の3種類の台が登場している。アニメ版をモチーフとしているが、まことが大学生、みゆきが小学生の設定である。また、キャラクターの声優がアニメ版のオリジナルキャストではなく、別の声優が担当している。

## 菓子パン
2012年5月1日から10月31日の期間、主な舞台である福岡県に本社がある製パン会社・リョーユーパンとコラボしたパンが発売された。作者の企画・監修によるオリジナルパンは、「肉じゃがパン」「いしがき蒸しぱん」「つぶあん＆珈琲クリーム」「グリーンカレーパン」「トマトジャム＆マーガリン」「マドレーヌクリームパン」「ベルリーナドーナツ」「おみそのケーキ」「揚げピザ<チーズ>」「沖縄紅芋あんぱん」「ライス入り生地のカレーパン」「塩麹あんぱん」「黒糖ちんすこうスナック」が発売された。

## テレビドラマ
2008年8月29日に初の実写版テレビドラマとして、フジテレビ系「金曜プレステージ」（ただし放送枠は19:57 - 21:49）で放送。漫画の舞台である福岡県を放送地域とするテレビ西日本 (TNC) の開局50周年特別番組として制作された。まことが小学生、田中と夢子が結婚前などおおむねコミックス35巻前後の頃の設定を基本としたオリジナルストーリーとなっている。視聴率9.8%。
番組のネットワーク配信は、一旦番組素材をフジテレビに納品した上で、同局を発局として行われた。このため、提供クレジットはフジテレビ仕様で表示された。
制作サイドのこだわりとして、主要キャスト・音楽・主題歌に福岡出身の芸能人を起用している。原作に登場する主なキャストはクッキングパパの登場人物を参照。
内容はシナリオ重視で原作の魅力である料理へはほとんどスポットが当てられず、また登場人物の大半が原作の設定・キャラクターを無視されてしまい荒岩夫妻以外の原作キャストはほとんど全くのオリジナルキャストと化してしまった（とくに「きんしゃい屋」のママと夢子は、原作とは全くの別人格になってしまった）。しかし、一味役の山口智充が関西出身であることから博多弁のセリフにやや物足りなさを感じたとする一方で、地元出身の中尾ミエが演じたカツ代についてはさばさばした性格が原作のキャラとシンクロしていてかなりのはまり役であったとの評価もある。ただし、カツ代らしかぬ料理への感想もあった。

### キャスト（ドラマ版）
- ドラマ版オリジナルキャスト：梶原善、博多華丸・大吉、佐倉栄吉：宇津井健、田中健、ギャル曽根、飯田基祐、蘭香レア、松尾政寿、たくませいこ、福田健次、大谷真宏、津野瀬果絵、高山梨香、神崎麻美、田丸隆生、岩下真梨

### スタッフ（ドラマ版）
- 原作：うえやまとち「クッキングパパ」
- 脚本：寺田敏雄
- 演出：星田良子（共同テレビ）
- 音楽：山口洋（HEATWAVE）
- 主題歌：藤井フミヤ「ふたつの青空」（作詞・作曲：財津和夫）
- 協力プロデューサー：現王園佳正（フジテレビ）
- プロデューサー：瀬戸島正治（テレビ西日本）、鈴木伸太郎（共同テレビ）
- 技術協力：バスク
- 美術協力：アックス
- スタジオ：緑山スタジオ・シティ
- ロケ協力：福岡フィルムコミッション ほか
- 制作協力：共同テレビ
- 制作著作：テレビ西日本

| フジテレビ系列 金曜プレステージ                                 | フジテレビ系列 金曜プレステージ                                               | フジテレビ系列 金曜プレステージ        |
| 前番組                                                          | 番組名                                                                        | 次番組                                 |
| --------------------------------------------------------------- | ----------------------------------------------------------------------------- | -------------------------------------- |
| 日向夢子調停委員事件簿5 高価な代償 （2008年8月22日） 【CX制作】 | クッキングパパ（テレビドラマ） （2008年8月29日） 【本作のみテレビ西日本制作】 | 十三の墓標 （2008年9月5日） 【CX制作】 |

## エピソード
- アニメでは、アントニオ・ヴィヴァルディの『春』やルートヴィヒ・ヴァン・ベートーヴェンの『第九』などクラシックのパロディがBGMに多用されていた。
- 前記の通り本作の出版元は講談社であるが、アニメ放送が始まった際には小学館の学年別学習雑誌の『小学二年生』にて新アニメ番組のコーナーに載ったことがある。このコーナーでは、他にも『クレヨンしんちゃん』などが出版社の枠にとらわれることなく紹介されていたという。
- 2005年7月21号ではモーニング誌の紙面全ての広告が3代目（C25型）日産セレナでジャックされ、クッキングパパも表紙＋巻頭カラーで荒岩家で新型セレナを購入したというコラボ漫画（COOK.896「みんなでカンパチのハーフバーベキュー」、単行本93巻に収録）が描かれている。更には表紙と裏表紙が一つの絵となっており、表紙で荒岩らが大きなカンパチを持ってる姿が裏表紙にまで描かれ、その後ろにオレンジ色のセレナが描かれている。なお裏表紙はモーニング表紙風のセレナの広告となっていた。ちなみに作者のうえやまとちは2代目セレナのオーナーだった[217]。
- 2008年10月2日号で掲載されたCOOK.1030「マロンケーキでぶっ飛ばせ!!」にて登場する年配の女性が電動カート[注釈 11]で車道を走るシーンが掲載されていたが、単行本では車道に出ようとして止められる内容に修正されている。修正に伴い収録が遅れ、単行本では108巻のCOOK.1040として収録された。
- 2013年3月28日号で掲載されたCOOK.1228の「みゆきん寿し（ひたん寿し）」レシピで分量ミスが生じていたことが発覚、公式サイトで謝罪記事が掲載された[218]ほか、ニュースサイトでも取り上げられた[219]。
- 2014年秋以降、大判の海苔でご飯と具材を包んだ握らないおにぎり「おにぎらず」がクックパッドなどのレシピサイトをはじめとしてネット上で話題となった（日経トレンディ『2015年ヒット商品ベスト30』の12位にランクイン）が、このルーツとなったのは1991年5月23日刊行の単行本22巻に収録のCOOK.213『超簡単おにぎり おにぎらず』で披露されたレシピであった。レシピ公開から20年以上を経て話題となった現象に、うえやまは「実はうちの奥さんが作ってくれたものが元祖で、そこから着想を得た」「今ごろおいしさが伝わったのかというのが正直な気持ち。インターネットの発達なども流行の要因なのだろうが、ほらうまいだろう、と思いながら投稿レシピを見ている」とコメントしている[220]。この人気を受けて、2015年2月25日にはCOOK.213を含めた初期の作品を収録した『クッキングパパ おにぎらず』(ISBN 978-4-06-385628-6) が講談社プラチナコミックスから発刊されている。「おにぎらず」は2015年6月15日放送のNHK「きょうの料理」にうえやまが出演した際に披露された。
- アニメ『キュートランスフォーマー さらなる人気者への道』8話「クッキングパパにあやかって人気者への道」に一味がゲスト出演。アニメ版の一味を演じた玄田哲章が原作版の止め絵に声をあてる方式で、玄田が『戦え!超ロボット生命体トランスフォーマー』などのトランスフォーマーシリーズで演じた初代コンボイ（G1）の台詞を言うくだりもあった。

### 注記
1. ↑  なお連載開始以前に『モーニング』誌上で行われた漫画賞「コミックオープン」1984年後期で秀作に入賞して同年48号の『モーニング』に掲載されたが、現在の一味の設定が大きく異なっている。職業が画家で自由人といった風体になっており、顔もしゃくれた下アゴではない（丸顔にヒゲをたくわえ、髪を後ろで束ねている）。名字も「荒岩」ではなく「土田」となっている。虹子とまことの設定は変わっていない。「父と子の暖かい対話を、ほのぼのとしたムードの中に、みずみずしく描いたファミリー漫画」であり、作品の中で料理はそれほど大きな位置づけとはなっていない。
2. ↑  作中では現実の約半分のスピードではあるが確実に年月が流れており、一部の漫画で見られる「キャラクターが歳をとらない」という設定は無い。
3. ↑  例外は2度あり、一味の出身大学の学園祭で模擬店のメニューで売り上げを争ったことと、一味とまことがタコ料理で対決したことがあるが、明確な勝負はつけていない
4. ↑  この場合の「博多」の定義については当該項を参照のこと。
5. ↑  田中一も『大字・字・ばさら駐在所』の主人公ではないかと思われるが、髪型等が微妙に異なる。また、政さんは容姿・性格はもとより居住地や職業まで前作と全く同じ設定で登場する。
6. ↑  初回からして、一味の日常を描いた原作第1話ではなく、原作3巻・4巻収録のまこととさなえの関わりを描いた回となっている。
7. ↑  朝日放送は大阪ガス、テレビ朝日は東京ガス、名古屋テレビは東邦ガス、九州朝日放送は西部ガス、北海道テレビは北海道ガスなど
8. ↑  47話からオープニングアニメがリニューアルされ、曲のサビ部分のリピートも省略されている
9. ↑  1993年9月までの社名は静岡県民放送（通称：静岡けんみんテレビ）で、同年10月に現社名に変更された。
10. ↑  当時フジテレビ金曜22時台に1時間クイズ番組『一攫千金!日本ルー列島』（21:54 - 22:52）が編成されていたため。
11. ↑  本誌掲載時は「セニアカー」の呼称を使用していたが、セニアカーはスズキが商標登録している商品名のため、単行本では呼称を「電動カート」に変更している。